# William Brent
William Brent Unger, Billy Unger (ur. 15 października 1995 w Palm Beach County) – amerykański aktor telewizyjny i filmowy, najlepiej znany jako Chase Davenport z sitcomu produkcji Disney XD Szczury laboratoryjne.

## Życiorys
Urodził się w Palm Beach County na Florydzie jako syn Karley i Williama Ungerów. Ma starszą siostrę Erin (ur. 22 sierpnia 1992) i młodszego brata Erica (ur. 22 listopada 1998). W wieku 11 lat wraz z rodziną przeniósł się do Los Angeles, aby skupić się na aktorstwie i spędzać wolny czas na surfowaniu, jeździe na deskorolce i graniu na gitarze. Trenował także karate i ćwiczył taniec nowoczesny (hip-hop).
W 2007 zagrał postać Charlesa Gatesa w Skarb narodów: Księga tajemnic (National Treasure: Book of Secrets) u boku Nicolasa Cage’a. Wystąpił jako Chad i Jeremy McMullin w serialu Gotowe na wszystko (Desperate Housewives, 2007) i jako Martin „Marty” Bedell w Terminator: Kroniki Sary Connor (Terminator: The Sarah Connor Chronicles, 2008). W 2009 zdobył Young Artist Award w kategorii „Najlepszy występ w filmie na DVD” za rolę Robby’ego Northa w przygodowej komedii kryminalnej Pies na tropie (Marlowe, 2008). W 2010 otrzymał Young Artist Award w kategorii „Najlepszy występ gościnny w serialu” za postać Conora Stephensa w serialu Mental: Zagadki umysłu (2009). W 2011 odebrał Young Artist Award w kategorii „Najlepszy występ w filmie fabularnym – młody aktor drugoplanowy” za rolę Bena Olsena w komedii Andy’ego Fickmana To znowu ty (2010).
W 2010 zaczął spotykać się z Ángelą Moreno. Pobrali się w 2015 w Paryżu. Mają syna Devona.

## Filmografia
- 2007 Seven's Eleven: Sweet Toys jako Frankie
- 2007 Hoży doktorzy jako Devin
- 2007 Skarb narodów: Księga tajemnic jako Charles Gates
- 2007 Dowody zbrodni jako Jeff Reed
- 2007 The Tonight Show with Jay Leno jako dzieciak #2
- 2007 Gotowe na wszystko jako Chad i Jeremy McMullin
- 2008 Oszukana
- 2008 Walkiria
- 2008 Rock Slyde jako młody Rock Slyde
- 2008 Crank: High Voltage jako młody Chev Chelios
- 2008 Medium jako młody Joey i Teddy Carmichael
- 2008 Can You Teach My Alligator Manners? jako Eric (głos)
- 2008 Opposite Day jako Sammuel „Sammy” Benson
- 2008 Terminator: Kroniki Sary Connor jako Martin „Marty” Bedell
- 2008 Family Guy
- 2008 Alabama Moon
- 2008 Jaś i magiczna fasola
- 2008 Agent specjalny Oso jako Michael (głos)
- 2009 Mental: Zagadki umysłu jako Conor Stephens
- 2009 Siostra Hawthorne jako Sam
- 2009 Children of the Corn (rola głosowa)
- 2010 Zaklinacz dusz jako Pete Murphy
- 2010 Monster Mutt jako Zack Taylor
- 2010 The Invited
- 2010 Żółwik Sammy
- 2010 Słoneczna Sonny jako Wesley
- 2010 To znowu ty jako Ben Olsen
- 2011 Tumbling jako Josh
- 2011 Zwykła/niezwykła rodzinka jako Troy Cotten
- 2011 Akwalans jako Bradley „Brad” Kingstone (głos)
- 2011 The Lost Medallion: The Adventures of Billy Stone jako Billy Stone
- 2011 The Love Forever jako Joseph
- 2011 Love Fever jako Joseph
- od 2012 Szczury laboratoryjne jako Chase Davenport/Brutal
- 2012 Z kopyta jako Brody
- 2012 Żółwik Sammy 2 jako Sammy
- 2012 Nadzdolni jako Neville
- 2015 Oddział specjalny jako Chase Davenport
- od 2016 Szczury laboratoryjne: Jednostka elitarna jako Chase Davenport